# Dactuliothrips boharti
Dactuliothrips boharti är en insektsart som beskrevs av Bailey 1937. Dactuliothrips boharti ingår i släktet Dactuliothrips och familjen rovtripsar. Inga underarter finns listade i Catalogue of Life.